# 彭鳳來
彭鳳來（1459年—？），字泰和，湖廣黃州府黃陂縣人，軍籍，明朝政治人物。

## 生平
弘治二年（1489年）己酉科湖廣鄉試第二十四名舉人。弘治三年（1490年）中式庚戌科會試第三十六名，三甲第一百六十九名進士。

## 家族
曾祖彭彥昭；祖父彭萬鎰；父彭昌，通判。母嚴氏。慈侍下。